# 기아나거친털쥐
기아나거친털쥐(Neacomys guianae)는 비단털쥐과 거친털쥐속에 속하는 남아메리카 설치류이다. 브라질 북동부와 프랑스령 기아나와 가이아나, 수리남, 베네수엘라의 저지대 열대우림에서 발견된다. 곤충과 식물 씨앗, 열매 등을 먹는다.